# Sanya'se Guanyin der Zuidelijke Zee
Sanya'se Guanyin der Zuidelijke Zee is een zeer groot beeld van de boeddhistische bodhisattva Guanyin. Het beeld staat bij de Nanshantempel van Sanya en is 108 meter hoog. Het ligt in de Nanshan Culture Tourism Zone op het Chinese eiland Hainan. Het Guanyinbeeld heeft drie kanten. Elke kant is Guanyin afgebeeld. Een kant is gericht naar het binnenland van het eiland Hainan. De andere twee kanten zijn gericht op de Zuid-Chinese Zee (als zegen voor China en de rest van de wereld).
Elke kant van Guanyin ziet er anders uit. De ene heeft een soetra in haar hand en maakt met haar rechterhand een vitarka mudra. Aan de andere kant heeft zij haar handpalmen gekruist met een boeddhistisch gebedssnoer in haar handen. Aan de derde kant heeft zij een lotusbloem in haar hand.
Het beeld staat op de vierde plaats van hoogste boeddhistische beelden. Ook is het het grootste beeld van Guanyin dat er in de wereld is.
De bouw van het beeld heeft zes jaar gekost; het werd op 24 april 2005 officieel geopend. Er waren hierbij 108 belangrijke boeddhistische monniken aanwezig. De monniken kwamen van alle diverse stromingen in het boeddhisme.